# 劉式步槍
劉式步槍是中國民初槍械設計師劉慶恩設計的中國第一把半自動步槍，這裡簡稱它為「自裝槍」。

## 設計及歷史
1916年9月8日，陸軍部軍械司在北平南宛試射由劉慶恩將軍設計的自裝槍，漢陽兵工廠製造，這是世上不多的槍口集氣式槍械，其設計是沿自1903年由丹麥設計師Søren H. Bang發明的BANG系統，它是以在槍口的束氣筒去收集槍口爆風去為槍械零件作功，首先把束氣筒上的「自」扭轉到位，束氣筒下方的凸出就會和在其下方的那個零件上方的凹位結合，這樣當束氣筒被槍口爆風向前推時那個零件也會向前，此零件和一個推桿連接，這個推桿被分成兩段，一段向前和那個零件相連而另一段向後和槍機相連，在兩段推桿之間是一個和它們呈90度角垂直的小槓桿，此小槓桿是可以轉動，也就是因此前推桿向前拉的話，後推桿就會向後推，這令槍機向後從而進行槍機開鎖和退彈殼，而當把束氣筒上的「普」扭轉到位，束氣筒的凸出就會離開那個零件的凹位，這樣束氣筒仍會被槍口爆風向前推但不會令那個零件也向前，此槍變回普通的手動步槍。
1918年，劉慶恩的自裝槍被送去美國作測試，為此而生產了12支，推測這些原型槍現在大多仍在美國。
1919年，劉慶恩在陸軍部開會時因為突然情緒激動而引致腦溢血而半身不遂，之後辭去漢陽兵工廠職務，1929年病逝於上海，而造槍的機械也有兩年多時間被閒置，1921年被移交鞏縣兵工廠時很多已生鏽，再加上當時中國的工業生產能力的限制，就是這些原因而令自裝槍的生產計畫告吹。

## 遊戲
- 2016年《鋼鐵雄心IV》将桂系军阀第二代武器设定为“刘氏半自动步枪”。
- 2016年《戰地風雲1》，在2017年9月5日所更新的以沙皇之名(In the Name of the Tsar)DLC中新增的武器，為醫療兵(Medic)的專用武器之一
- 2020年8月《少女前線》，推出新型步槍人形劉式步槍，是一個穿著當年廣東軍閥所穿著的軍裝的女孩。
- 2025年2月《應徵入伍》，在農曆新年期間舉辦新年活動，最終獎勵為一個配備劉氏步槍的中緬印戰場國軍小隊。

## 外部連結
- 國造半自動步槍第一人-劉慶恩將軍 （页面存档备份，存于）
- 中華民國百年國寶「劉氏步槍」 （页面存档备份，存于）
- 戰地1:中國第一騷師半自動步槍 （页面存档备份，存于）